# グッドパスチャー症候群
グッドパスチャー症候群（グッドパスチャーしょうこうぐん、Goodpasture's syndrome,GPS）は、肺・腎をおかす致死的疾患である。抗基底膜抗体を原因とする自己免疫疾患で、急速進行性糸球体腎炎(RPGN)と肺胞出血をきたし、血痰・喀血・呼吸不全や浮腫・乏尿が症状である。無治療だと90%以上が死亡するきわめて重篤な疾患であるが、血漿交換、免疫抑制剤などを用いたり移植などで持ちこたえた場合、再発することはあまりなくその後の予後は良好である。
1919年、世界的な流行をみていたスペイン風邪について研究中の米国の医学者グッドパスチャー (w:Ernest William Goodpasture) が、血痰を伴う進行性の糸球体腎炎について報告している。これが現在グッドパスチャー症候群として知られる疾患の最初の報告である。

## 検査所見
本疾患に特異的な検査所見として抗糸球体基底膜抗体陽性があり、診断に有用である。尿検査で尿蛋白、血尿がみられる。また、血液検査では小球性低色素性貧血、尿素窒素（BUN）高値、血清クレアチニン高値、CRP高値がみられる。胸部X線、CT検査では肺野に浸潤影が認められる。
腎組織病理所見としては、光学顕微鏡所見で分節性あるいは全節性の壊死性病変とそれに反応する半月体形成が、蛍光抗体法では糸球体係蹄壁に沿ってIgGおよびC3の線状沈着が認められる。

## 診断
以下の3つがそろえばグッドパスチャー症候群と診断できる。
1. 急速進行性腎炎と肺胞出血
2. 血清中の抗GBM抗体陽性
3. 光顕で壊死性半月体形成性腎炎、蛍光抗体法で蛍光抗体法では糸球体係蹄壁にIgGの線状沈着

## 治療
副腎ステロイドを中心とした免疫抑制療法および血漿交換療法を組み合わせた強固な治療が必要である。また、対症療法として末期腎不全に対する透析療法、呼吸不全に対する酸素投与や呼吸管理などが施行される。その他、安静、生活制限、腎機能に応じた食事療法も重要である。

## 予後
厚生労働省進行性腎障害に関する調査研究班RPGN分科会の発足、RPGN診療指針の発行、普及により、日本ではMPO-ANCA型RPGNなどほかのRPGNの予後は改善している。しかしながら本疾患に関しては、腎および生命予後ともにほとんど改善が無く依然として予後不良な疾患であり、疾患知識の普及、診療体制の構築、標準的治療法の徹底、新たな治療法開発へのさらなる努力が必要である。

## 関連人物
- 木之本興三

古河電気工業サッカー部在籍時にこの病気に疾病している